# Eurysula lurida
Eurysula lurida är en insektsart som först beskrevs av Franz Xaver Fieber 1866.  Eurysula lurida ingår i släktet Eurysula och familjen sporrstritar. Arten är reproducerande i Sverige. Inga underarter finns listade i Catalogue of Life.